# Johnson Village (Colorado)
Johnson Village es un lugar designado por el censo ubicado en el condado de Chaffee en el estado estadounidense de Colorado. En el Censo de 2010 tenía una población de 246 habitantes y una densidad poblacional de 317,66 personas por km².

## Geografía
Johnson Village se encuentra ubicado en las coordenadas 38°48′43″N 106°6′26″O / 38.81194, -106.10722. Según la Oficina del Censo de los Estados Unidos, Johnson Village tiene una superficie total de 0.77 km², de la cual 0.77 km² corresponden a tierra firme y (0%) 0 km² es agua.

## Demografía
Según el censo de 2010, había 246 personas residiendo en Johnson Village. La densidad de población era de 317,66 hab./km². De los 246 habitantes, Johnson Village estaba compuesto por el 89.43% blancos, el 0.41% eran afroamericanos, el 0.41% eran amerindios, el 0.81% eran asiáticos, el 0% eran isleños del Pacífico, el 4.88% eran de otras razas y el 4.07% pertenecían a dos o más razas. Del total de la población el 12.2% eran hispanos o latinos de cualquier raza.